# توم آموس
توم آموس (بالسويدية: Tom Amos)‏ هو لاعب كرة قدم سويدي في مركز حراسة المرمى، ولد في 6 فبراير 1998 في السويد. لعب مع نادي غوتبورغ.

## وصلات خارجية
- توم آموس على موقع اتحاد السويد (السويدية)
- توم آموس على موقع قاعدة بيانات كرة القدم.إي يو (الإنجليزية)
- توم آموس على موقع Soccerway.com (الإنجليزية)